# 신세기 에반게리온의 연표
일본의 애니메이션 《신세기 에반게리온》의 세계관 설정에서 발생한 사건, 사고들의 연표를 나타낸 목록이다.

## 1957년
4월 9일: 후유츠키 코조가 태어나다.

## 1967년
4월 29일: 로쿠분기 겐도가 태어나다.

## 1977년
3월 30일: 이카리 유이가 태어나다.

## 1983년
6월 17일: 카지 료지가 태어나다.
11월 21일: 아카기 리츠코가 태어나다.

## 1984년
12월 8일: 카츠라기 미사토가 태어나다.

## 1991년
7월 11일: 이부키 마야가 태어나다.

## 1999년
로쿠분기 겐도와 후유츠키 코조가 처음 만나다.
로쿠분기 겐도와 이카리 유이가 결혼하다.
겐도가 ‘이카리 겐도’로 성을 갈다.

## 2000년
9월 10일: 미사토의 부친 카츠라기 박사가 이끄는 탐험대가 제1사도 아담을 조사하기 위해 남극으로 가다.
9월 12일:
겐도가 남극에서 일본으로 돌아가다.
유이가 겐도와 관계하여 이카리 신지를 가지다.
9월 13일:
세컨드 임팩트 발발. 이 사건은 언론플레이로 소행성 충돌로 위장되다.
카츠라기 박사가 사망하다.
나기사 카오루가 태어나다.
9월 15일: 인도와 파키스탄 국경의 난민 문제로 두 나라가 전쟁을 일으키다.
9월 20일: 제1 동경시가 핵폭탄으로 파괴되다.

## 2001년
2월 14일: 발렌타인 조약이 조인되고, 세컨드 임팩트로 인한 전쟁이 종식되다.
6월 6일: 이카리 신지가 태어나다.
9월 12일: 아이다 켄스케가 태어나다.
12월 4일: 소류 아스카 랑그레이가 태어나다.
12월 26일: 스즈하라 토우지가 태어나다.

## 2002년
겐도와 후유츠키가 이끄는 조사단이 남극에 도착하다.
후유츠키가 실어증에 걸린 상태인 미사토와 처음 만나다.
2월 18일: 호라키 히카리가 태어나다.

## 2003년
에반게리온의 제작이 시작되다.
후유츠키가 겐도와 함께 게히른에 합류하다.
마기 슈퍼컴퓨터의 계획안이 마련되다.
난사군도 일대에서 일어난 중국과 베트남 사이의 전쟁으로 인해 일본 전략자위대가 창설되다.

## 2004년
유이가 에바 초호기와의 접촉 실험 중 그 코어에 빨려 들어가 사망처리되다.
신지가 겐도에게 버림받다.
첫 번째 아야나미 레이가 만들어지다.

## 2005년
아스카의 어머니 소류 체펠린 쿄코의 영혼이 에바 2호기의 코어로 빨려들어가다.
아스카가 두 번째 적격자로 선택되다.
쿄코가 자살하고, 아스카의 아버지가 재혼하다.
미사토와 리츠코가 친구가 되고, 미사토와 카지가 동거를 시작하다.
일본 국회가 하코네정에 새 수도를 정하기로 결의하다.
제3 신동경시의 건설이 시작되다.

## 2008년
미사토와 카지가 헤어지다.
마기 슈퍼컴퓨터의 디자인이 완료되다.
마기 슈퍼컴퓨터의 제작이 시작되다.
리츠코가 제2신동경시의 대학교를 졸업, 어머니 아카기 나오코를 따라 게히른에 합류하다.
리츠코가 어머니와 겐도의 부적절한 관계를 알게 되다.

## 2009년
카지가 게히른에 합류하다.
미사토가 독일 함부르크에 있는 게히른 제3지부에 합류하다.

## 2010년
첫 번째 레이가 다른 사람들과 만나다.
마기 슈퍼컴퓨터가 완성되다.
(첫 번째) 레이가 나오코에 의해 목이 졸려 죽고, 나오코는 투신 자살하다.
제레가 게히른을 해체하고, 게히른의 모든 인적·물적 자원들은 후신 조직 네르프로 이양되다.

## 2012년
신지가 버림받은 지 8년 만에 아버지와 다시 만나지만 도망치다.

## 2014년
두 번째 레이가 제3신동경시의 제일중학교에 입학하다.
엔트리 플러그의 제작이 완료되다.

## 2015년
두 번째 아야나미 레이, 에바 영호기와의 접촉 실험을 시작.
아야나미 레이, 실험 도중 부상.
신지가 제3신동경시로 발령.
제3사도 사키엘이 내습. 신지가 탑승한 에바 초호기가 폭주,전투 중 사키엘은 자폭.
이카리 신지,카츠라기 미사토와 동거시작.
사키엘 내습 3주 후 제4사도 샴시엘이 내습하다. 샴시엘은 에바 초호기에 의해 섬멸.
샴시엘의 시체는 잘 보존되어 네르프에 의해 분석됨. 사도의 몸체는 광자와 같이 입자와 파동의 성질을 모두 나타내며, 그 파동 패턴은 인간의 유전자와 99.89%가 일치하는 것으로 밝혀짐.
제5사도 라미엘이 내습. 0호기와 초호기가 협력, 야시마 작전으로 섬멸.
아스카와 카지가 일본의 네르프 본부로 오다. 아스카·카지와 신지·토우지·켄스케가 처음으로 만나다. 아스카가 신지·미사토와 동거 시작.
제6사도 가기엘과 조우. 가기엘은 에바 2호기와 유엔 해군에 의해 섬멸됨.
카지가 태아 상태의 아담을 빼돌려 겐도에게 전달.
9월 21일: 아스카가 제1중학교로 전학 오다.
제7사도 이스라펠이 내습. 초호기와 2호기의 협동 작전으로 섬멸.
이카리 겐도,사도 아담을 자신의 오른손바닥에 이식.
제8사도 산달폰이 아사마 산 분화구 속에서 알의 상태로 발견됨. 네르프는 지령 A-17으로 포획을 시도하나 건져내는 도중 부화, 2호기에 의해 섬멸.
영호기의 손상이 복구 및 개장 작업이 완료, 재취역.
정체불명의 해킹으로 네르프 본부가 정전되다. 제9사도 마트리엘이 내습하나 에바 3기의 최초 공동작전으로 섬멸됨.
롱기누스의 창이 남극에서 네르프 본부로 이송되다.
제10사도 사하퀴엘이 내습하다. 성층권에서부터 날아오는 사하퀴엘을 에바 3기의 직접 요격으로 섬멸하다.
제11사도 이로울이 네르프 본부 내에 기생, 마기 슈퍼컴퓨터를 침식하려 시도하지만 리츠코의 역해킹으로 격퇴되다. 겐도는 제레에 이로울의 존재를 보고하지 않고, 내습 자체를 부인.
제1회 기체 상호 호환 시험과 제87회 기체 연동 실험을 실시.
영호기가 롱기누스의 창을 어떤 비밀 임무에 사용.
S2 기관을 시험하던 에바 사호기가 사고로 폭발, 미국의 네르프 제2지부와 함께 증발.
제12사도 레리엘이 내습하다. 레리엘이 초호기를 집어삼켜 허수 공간 안에 가두지만 폭주한 초호기가 레리엘을 안쪽에서부터 찢어 파괴됨.
제13사도 발디엘이 에바 삼호기를 침식하다. 발디엘과 삼호기는 더미 플러그로 강제 폭주된 초호기에 의해 파괴됨.
삼호기 파일럿 스즈하라 토우지, 한쪽 다리를 절단.
제14사도 제르엘이 내습. 네르프 상층 장갑판이 제르엘에 의해 파괴되고, 이호기,영호기 대파당함. 제르엘이 초호기에게 잡아먹히고 초호기가 S2 기관을 흡수.
제르엘전에서 400%의 지나치게 높은 싱크로율으로 인해 신지가 초호기 내의 LCL 용액에 흡수되다. 30일 후 이카리 신지의 육체 재구성됨.
후유츠키 코조, 제레에 의해 납치, 얼마 되지 않아 카지가 그를 구출.
카지 료지, 제레에 의해 암살당함.
제15사도 아라엘이 내습. 아라엘이 이호기를 침식하고, 아스카가 폐인이 되다. 아라엘은 영호기가 던진 롱기누스의 창에 의해 격파되다. 롱기누스의 창, 달궤도에 도달
제16사도 아르미사엘이 내습. 아르미사엘이 영호기를 침식하고, 레이가 자폭. 대폭발로 아르미사엘, 영호기와 함께 제3신동경시가 증발.
세 번째 레이가 만들어짐.
아카기 리츠코가 더미 플러그용 복제 레이들을 폐기, 겐도가 리츠코를 감금.
폐인이 된 아스카를 대신하기 위해 제레가 카오루를 네르프로 보냄.
12월 29일:
나기사 카오루가 제17사도 타브리스였던 것으로 밝혀짐. 타브리스는 터미널 도그마로 내려가 아담과 융합을 시도하지만, 그것이 아담이 아니라 릴리스였다는 사실을 알고 순순히 초호기에게 죽임을 당함.
이카리 신지, 자신의 손으로 친구를 죽였다는 사실에 정신붕괴를 일으킴.
12월 31일:
제레가 마기 슈퍼컴퓨터의 해킹을 시도하나,아카기 리츠코가 666 프로텍트를 발동, 해킹을 막음
전략자위대가 네르프 본부를 공격, 대부분의 네르프 직원들이 몰살.
소류 아스카 랑그레이 각성, 네르프를 제압하기 위해 투입된 전략자위대를 거의 전멸시킴.
제레,네르프 본부에 양산형 에반게리온 12개체를 투입.
카츠라기 미사토 폭사.
2호기, 양산형 에바들에 의해 파괴당함.

## 2016년
1월 1일
리츠코가 겐도에게 총살당함.
세 번째 레이가 겐도의 오른손에 있던 아담을 흡수한 다음 겐도를 배신하고 릴리스와 융합하다.
서드 임팩트가 일어나다.
인류보완계획 실패. 릴리스(=레이)의 육체가 붕괴, 산산이 토막나다.
신지, 아스카를 제외한 전 인류의 AT 필드가 강제로 해체, LCL 용액으로 환원되어 세계가 멸망하다.